# Muzaffer Sarvan
Muzaffer Sarvan (Ankara, 1928 – ?) török nemzetközi labdarúgó-játékvezető. Más források szerint Muzzafer Macit Saridana.

## Pályafutása

### Nemzetközi játékvezetés
A Török labdarúgó-szövetség Játékvezető Bizottsága (JB) 1966-ban terjesztette fel nemzetközi játékvezetőnek, a Nemzetközi Labdarúgó-szövetség (FIFA) bíróinak keretébe. Több nemzetek közötti válogatott- és klubmérkőzést vezetett. A török nemzetközi játékvezetők rangsorában, a világbajnokság-Európa-bajnokság sorrendjében többedmagával a 11. helyet foglalja el 3 találkozó szolgálatával.

## Statisztika

### Nemzetközi válogatott mérkőzései
| #  | Dátum               | Helyszín                        | Hazai       | Eredmény | Vendég     | Kiírás       | Gólok | Esemény |
| -- | ------------------- | ------------------------------- | ----------- | -------- | ---------- | ------------ | ----- | ------- |
| 1. | 1966. november 13.  | Szófia, Levszki stadion         | Bulgária    | 4 – 2    | Norvégia   | Eb-selejtező | -     |         |
| 2. | 1967. augusztus 30. | Moszkva, Központi Lenin Stadion | Szovjetunió | 2 – 0    | Finnország | Eb-selejtező | -     |         |
| 3. | 1971. október 27.   | Titograd, Stadion pod Goricom   | Jugoszlávia | 0 – 0    | Luxemburg  | Eb-selejtező | -     |         |
|    | Összesen            |                                 |             | 3        | mérkőzés   |              |       |         |